# 三村二
三村 二（みむら たすく、1910年5月14日 - 1980年9月29日）は、日本の歯学者。専門は、生体硬組織再生学。

## 略歴
長野県諏訪郡落合村（現・富士見町）出身。長野県諏訪中学校（現・長野県諏訪清陵高等学校・附属中学校）卒業後、1933年に東京高等歯科医学校を卒業した。その後、東京高等歯科医学校の助教授を務め、東京医学歯学専門学校医学科を卒業した。
1950年には東京医科歯科大学歯学部の教授となり、歯学部歯科薬物学講座（現・東京科学大学大学院医歯学総合研究科硬組織薬理学分野）を開設した。1965年から1968年まで東京医科歯科大学の歯学部長を務め、1969年から1973年まで新潟大学歯学部の教授を務めた。1980年9月29日、脳血栓により死去した。
兄は元信州大学学長の三村一、いとこの小川三郎も医師であった。